# Hamburger Werkstatt für Erwerbsbeschränkte
Die Hamburger Werkstatt für Erwerbsbeschränkte GmbH (HAWEE) wurde im Jahr 1920 vom Senat der Freien und Hansestadt Hamburg gegründet. Das Unternehmen diente der Schaffung von Arbeitsplätzen vorrangig, aber nicht ausschließlich für Versehrte des Ersten Weltkrieges. Die Hansestadt war alleiniger Gesellschafter der Werkstatt. Nach dem Zweiten Weltkrieg bestand sie als Werkstatt für Kriegsversehrte fort. Aufgabenstellung der HAWEE war es, erwerbslose und fürsorgebedürftige, in Hamburg wohnhafte Erwerbsbeschränkte zu beschäftigen. Diese sollten durch das Arbeitsverhältnis bei der HAWEE befähigt werden, auf dem Ersten Arbeitsmarkt einen Arbeitsplatz zu finden.
Im Jahr 1947 beschäftigte die Werkstatt für Kriegsversehrte ungefähr 200 Mitarbeiter in unterschiedlichen handwerklichen Berufen. Ihre Mitarbeiter bereitete sie auf die Gesellenprüfung u. a. in den Berufsfeldern Schneider, Schuhmacher und Tischler vor. Ab 1951 hatte die Werkstatt für Kriegsversehrte jährlich mehr als 200 Mitarbeiter. Das Unternehmen bezahlte den in den jeweiligen Branchen geltenden Tariflohn. Nach dem Zweiten Weltkrieg schieden jedes Jahr ungefähr 30 % der Mitarbeiter aus, um auf dem Ersten Arbeitsmarkt einen Arbeitsplatz einzunehmen.
Im Jahr 1962 entwickelte sich aus der Werkstatt für Kriegsversehrte das Berufsförderungswerk Hamburg. Ursprünglich setzte sich das Berufsförderungswerk aus zwei Einrichtungen zusammen: einer Werkstatt für Menschen mit Behinderung und einer beruflichen Umschulungsstätte. Die Werkstatt für Menschen mit Behinderung wurde im Jahr 1974 als GmbH aus dem Berufsförderungswerk ausgegliedert. Ab 2006 gehörte die Hamburger Werkstatt GmbH zum PIER – Konzern; ebenso wie  auch die Elbe-Werkstätten GmbH. Im Jahr 2010 löste die Elbe-Werkstätten GmbH die PIER Holding GmbH als Dachgesellschaft ab. Seit 2010 vereint die Elbe-Werkstätten GmbH die Aktivitäten der stadtnahen Hamburger Werkstätten für Menschen mit Behinderung.
Die HAWEE entwickelte sich im 20. Jahrhundert zu einem Unternehmen, dessen Zielsetzung es seit den 60er Jahren ist, Arbeitsplätze für Menschen mit Behinderung zur Verfügung zu stellen. Die Geschichte der HAWEE unterstreicht, dass Kriegsversehrte dazu beigetragen haben, die gesellschaftliche Integration von Menschen mit Behinderung in Deutschland voranzubringen.